# Mario Miranda (matemático)
Mario Miranda (Filettino, 1 de janeiro de 1937) é um matemático italiano, que trabalha com análise, em especial cálculo variacional e superfície mínima.
Miranda estudou matemática na Universidade de Pisa, obtendo a Laurea em 1959, onde foi depois até 1969 assistente e parcialmente (1959/60, 1964–1968) Professore incaricato. De 1960 a 1964 (e 1979 a 1981) foi Professore incaricato na Escola Normal Superior de Pisa, onde trabalhou com Ennio de Giorgi e Enrico Bombieri. Em 1968/69 foi professor associado na Universidade de Minnesota e de 1969 a 1972 professor extraordinário da Universidade de Ferrara. Em 1972/73 foi professor da Universidade da Califórnia em Berkeley, em 1973/74 da Universidade de Gênova e desde 1974 professor da Universidade de Trento.
Foi palestrante convidado do Congresso Internacional de Matemáticos em Nice (1970: Nouveaux resultats pour les surfaces minimales).
Recebeu o Prêmio Renato Caccioppoli de 1968.

## Obras
- com Umberto Massari Minimal surfaces in codimension 1, North Holland 1984
- Miranda Recollections on a conjecture in Mathematics, Matematica contemporanea, Volume 35, 2008, p. 143, pdf
- com Enrico Bombieri, Ennio di Giorgi Una maggiorazione a priori relativa alle ipersuperfici minimale non parametriche, Archive for Rational Mechanics and Analysis, Volume 32, 1969, p. 255–267